# Parafia św. Bartłomieja Apostoła w Wielkim Komorsku
Parafia św. Bartłomieja Apostoła w Wielkim Komorsku – rzymskokatolicka parafia należąca do diecezji pelplińskiej.

## Zasięg parafii
Do parafii należą wierni z miejscowości: Kurzejewo, Mały Komorsk, Pastwiska i Zdrojewo. Miejscowości te częściowo znajdują się w gminie Warlubie a częściowo w gminie Nowe, w powiecie świeckim, w województwie kujawsko-pomorskim.